# Миодраг А. Васиљевић
Миодраг А. Васиљевић (Закута код Краљева, 9. септембар 1903 – Опатија, Хрватска, 9. август 1963) је био српски музички педагог и етномузиколог, професор Музичке академије у Београду, оснивач катедре за етномузикологију и један од утемељивача Савеза фолклориста Југославије, радио је активно на Музиколошком институту и Радио Београду. Творац је Функционалне методе у реализацији почетне наставе солфеђа чиме су постављени темељи за стварање аутентичне школе српског музичког описмењавања.

## Биографија
Миодраг А. Васиљевић је рођен 9. септембра 1903. године у селу Закута код Краљева. Отац Алекса и мајка Даринка су били учитељи. Још у раном детињству је научио да свира фрулу, а касније и хармонику, контрабас, трубу и виолну.
Музичко деловање је започео још у Гимназији у Крушевцу у тадашњем Музичком друштву, затим је започео музичке студије у Прагу, а наставља их и завршава у Београду. Дипломирао је 1930. године на наставничко-теоријском одсеку и одсеку за композицију. Каријеру започиње као наставник музике у Скопљу а потом у Београду где предаје теоријске предмете у Средњој музичкој школи при Музичкој академији. Док је боравио у сСКопљу сакупљао је народне песме по Македонији, а био је и један од иницијатора оснивања и професор прве музичке школе у Скопљу (од 1934/35). На Музичкој академији у Београду је за доцента изабран на позив Косте Манојловића, а убрзо је постављен за ванредног и редовног професора. Оснивач је на Музичкој академији катедре за етномузикологију чији је једно време и био шеф, а један је од утемељивача и Савеза фолклориста Југославије. Нарочито се у свом раду бавио проблематиком солфеђа и елементарне музичке писмености. У овој фази стваралаштва објавио је три дела: о интонацији, нотном певању и једногласном солфеђу.
Миодраг А. Васиљевић је први у Србији поставио наставу музике на научну основу при чему је дао оригинална решења методских поступака која су нашла широку примену у пракси у настави музичке писмености. Осмислио је, након десетогодишњег експерименталног рада, функционалну методу ослоњену на матерње певање, асимилацију звучних наслага и синхронизацију са нотном сликом као најприроднијем начину за савладавање класичног западноевропског тоналног система.
Бавио се преко 30 година сакупљањем и обрадом музичког фолклора на Космету, Македонији, Санџаку, Црној Гори и околини Лесковца. Држао је предавања на универзитетима у Ерлангену, Гетингену, Хајделбергу, Регенсбургу, Будимпешти, Амстердаму, Утрехту, на радио станицама у Минхену, Штутгарту, Хајделбергу, Будимпешти. 
Настојао је такође да своја искуства и сазнања из области уметничке музике, музичке педагогије и фолклора обогати и прошири на сарадњу са балканским етномузиколозима посебно са бугарским уметницима.
Током Другог светског рата држао је наставу ђацима који нису напустили Београд. Непосредно по окончању рата основао је одељење за народну музику при Радио Београду. У то време је био задужен и за ансамбле овог радија, па је за њухове потребе и компоновао. Сарадњу са радио Београдом је прекинуо због програмске концепције, коај је водила ка тзв. новокомпонованој народној музици. Када је обновљен рад Музичке академије, прешао је на место предавача за интонацију, методику школског певања и фолклор. Од 1946. године доста времена је проводио на терену у Србији, Црној Гори и Македонији, сакупљајући народне песме. Од 1950. године био је сарадник Музиколошког института САНУ. Његовом заслугом је 1961. године на Музичкој академији основан Одсек за музички фолклор. Добио је Седмојулску награду за животно дело. Једно време је радио у Загребу на енциклопедији. Један је од оснивача Сабора у Гучи.
Миодраг А. Васиљевић је умро у Опатији 9. августа 1963. године.